# Fulvio Bernardini
Fulvio Bernardini (født 28. december 1905 i Rom, død 13. januar 1984 smst.) var en italiensk fodboldspiller og fodboldtræner, som deltog i de olympiske lege 1928 i Amsterdam.

## Karriere

### Som spiller
Bernardini, som var midtbanespiller, begyndte sin karriere i SS Lazio, hvorfra han skiftede til  Inter i 1926. Han spillede i denne klub frem til 1928, hvorpå han spillede i AS Roma frem til 1939. Han spillede i alt 258 Serie A-kampe og scorede 37 mål. Desuden spillede han 142 kampe i Divisione Nazionale (forløberen for Serie A) og scorede her 101 mål.
Han debuterede for det italienske landshold i marts 1925 og opnåede i alt 26 kampe frem til 1932. Han scorede tre mål på landsholdet. Han var således med på holdet, der vandt den første centraleuropæiske internationale turnering (1927-1930), og han var også med i nogle af kampene i den næste udgave (1931-1932).
Bernardini var med for Italien ved OL 1928 i Amsterdam. Han spillede med i fire af holdets fem kampe: Sejren over Frankrig med 4-3, den anden kvartfinale mod Spanien, som Italien vandt 7-1 (den første, hvor Bernardini ikke var med, endte 1-1), nederlaget i semifinalen mod Uruguay på 2-3. Uruguay vandt efterfølgende finalen mod Argentina, mens Italien vandt kampen om bronzemedaljerne mod Egypten med 11-3.

### Som træner
Efter afslutningen af den aktive karriere blev Bernardini træner og stod i spidsen for blandt andet Roma, Vicenza, Fiorentina, Lazio, Bologna, Sampdoria og Brescia. Han blev italiensk mester med Fiorentina i 1955-1956 samt med Bologna i 1963-1964 og vandt Coppa Italia med Lazio i 1958-1959.
Han sluttede sin karriere som italiensk landstræner 1974-1975 uden større succes.